# Öldzíbajaryn Dűrenbajar
Öldzíbajaryn Dűrenbajar (* 31. prosince 1994) je mongolský zápasník-judista.

## Sportovní kariéra
Pochází z burjatské kočovné rodiny. Studoval v Rusku v burjatském Ulan-Ude, kde se ve 12 letech seznámil s judem. Po návratu do Mongolska v roce 2008 žil s rodinou v ulánbátarské čtvrti (dűregu) Songinochajrchan, kde pokračoval v tréninku pod vedením trenéra Chaštogtocha. Od roku 2015 se připravuje v armádním sportovním středisku Aldar pod vedením trenérské dvojice Ňamlchagva, Batsajchan.
V mongolské mužské reprezentaci se pohybuje od sezony 2012/13 v těžké váze nad 100 kg, kde byl v prvních letech reprezentační dvojkou za Teműlenem. V roce 2016 se na olympijské hry v Riu nekvalifikoval. Od roku 2017 soupeří o pozici reprezentační jedničky s Tüvšinbajarem.

## Výsledky
| Olympijské hry    |     |    |     | — |     |    |   | — |     |    |     |  |  |  |  |  |  |  |  |  |  |  |  |  |  |  |
| Mistrovství světa | —   | —  | —   |   | úč. | —  | — |   | úč. | 3. | úč. |  |  |  |  |  |  |  |  |  |  |  |  |  |  |  |
| Asijské hry       |     | —  |     |   |     | 2. |   |   |     | 2. |     |  |  |  |  |  |  |  |  |  |  |  |  |  |  |  |
| Mistrovství Asie  | —   |    | —   | — | —   |    | — | — | 3.  |    | úč. |  |  |  |  |  |  |  |  |  |  |  |  |  |  |  |
| MS juniorů        | —   | 7. | úč. |   | 2.  | 1. |   |   |     |    |     |  |  |  |  |  |  |  |  |  |  |  |  |  |  |  |
| MS dorostenců     | úč. |    |     |   |     |    |   |   |     |    |     |  |  |  |  |  |  |  |  |  |  |  |  |  |  |  |

### Olympijské hry a mistrovství světa
| Olympijské hry a mistrovství světa      | Olympijské hry a mistrovství světa | Olympijské hry a mistrovství světa | Olympijské hry a mistrovství světa | Olympijské hry a mistrovství světa | Olympijské hry a mistrovství světa | Olympijské hry a mistrovství světa | Olympijské hry a mistrovství světa |
| Kolo                                    | Výsledek                           | Bilance                            | Soupeř                             | Výsledek                           | Datum                              | Turnaj                             | Místo                              |
| 2019 Mistrovství světa nad 100 kg       | 2019 Mistrovství světa nad 100 kg  | 2019 Mistrovství světa nad 100 kg  | 2019 Mistrovství světa nad 100 kg  | 2019 Mistrovství světa nad 100 kg  | 2019 Mistrovství světa nad 100 kg  | 2019 Mistrovství světa nad 100 kg  | 2019 Mistrovství světa nad 100 kg  |
| --------------------------------------- | ---------------------------------- | ---------------------------------- | ---------------------------------- | ---------------------------------- | ---------------------------------- | ---------------------------------- | ---------------------------------- |
| 1/16                                    | prohra                             | 5-4                                | Roy Meyer (NED)                    | 4:35 (gs) / 003 / 001 / jusei-gači | 31. srpna 2019                     | Mistrovství světa                  | Tokio, Japonsko                    |
| 1/32                                    | vítězství                          | 5-3                                | Liam Park (AUS)                    | 1:58 / 001 / 003 / jusei-gači      | 31. srpna 2019                     | Mistrovství světa                  | Tokio, Japonsko                    |
| 2018 Mistrovství světa nad 100 kg       |                                    |                                    |                                    |                                    |                                    |                                    |                                    |
| o 3. místo                              | vítězství                          | 4-3                                | Lukáš Krpálek (CZE)                | 5:39 (gs) / 012 / 001 / oug        | 26. září 2018                      | Mistrovství světa                  | Baku, Ázerbájdžán                  |
| semifinále                              | prohra                             | 3-3                                | Guram Tušišvili (GEO)              | 1:59 / 001 / 101 / son             | 26. září 2018                      | Mistrovství světa                  | Baku, Ázerbájdžán                  |
| čtvrtfinále                             | vítězství                          | 3-2                                | Hisajoši Harasawa (JPN)            | 3:32 / 102 / 002 / isn             | 26. září 2018                      | Mistrovství světa                  | Baku, Ázerbájdžán                  |
| 1/16                                    | vítězství                          | 2-2                                | Andy Granda (CUB)                  | 2:46 / 022 / 001 / umg+drž         | 26. září 2018                      | Mistrovství světa                  | Baku, Ázerbájdžán                  |
| 1/32                                    | vítězství                          | 1-2                                | Pedro Pineda (VEN)                 | 1:01 / 10 / 00 / páčení(aga)       | 26. září 2018                      | Mistrovství světa                  | Baku, Ázerbájdžán                  |
| 2017 Mistrovství světa nad 100 kg       |                                    |                                    |                                    |                                    |                                    |                                    |                                    |
| 1/32                                    | prohra                             | 0-2                                | Teddy Riner (FRA)                  | 2:18 / 002 / 10 / sta              | 2. září 2017                       | Mistrovství světa                  | Budapešť, Maďarsko                 |
| 2016 Olympijské hry – nekvalifikoval se |                                    |                                    |                                    |                                    |                                    |                                    |                                    |
| 2015 Mistrovství světa – nestartoval    |                                    |                                    |                                    |                                    |                                    |                                    |                                    |
| 2014 Mistrovství světa – nestartoval    |                                    |                                    |                                    |                                    |                                    |                                    |                                    |
| 2013 Mistrovství světa nad 100 kg       |                                    |                                    |                                    |                                    |                                    |                                    |                                    |
| 1/32                                    | prohra                             | 0-1                                | Daniel Allerstorfer (AUT)          | 0:07 / 000 / 100 / sta             | 31. srpna 2013                     | Mistrovství světa                  | Rio de Janeiro, Brazílie           |